# Genevieve Behrent
Genevieve Behrent (Oamaru, 25 de septiembre de 1990) es una deportista neozelandesa que compitió en remo.
Participó en los Juegos Olímpicos de Río de Janeiro 2016, obteniendo una medalla de plata en la prueba de dos sin timonel. Ganó una medalla de plata en el Campeonato Mundial de Remo de 2015, en el ocho con timonel.

## Palmarés internacional
| Juegos Olímpicos   | Juegos Olímpicos        | Juegos Olímpicos | Juegos Olímpicos |
| Año                | Lugar                   | Medalla          | Prueba           |
| ------------------ | ----------------------- | ---------------- | ---------------- |
| 2016               | Río de Janeiro (Brasil) | Medalla de plata | Dos sin timonel  |
| Campeonato Mundial |                         |                  |                  |
| Año                | Lugar                   | Medalla          | Prueba           |
| 2015               | Aiguebelette (Francia)  | Medalla de plata | Ocho con timonel |